# Staatsphilharmonie Košice
De Staatsphilharmonie Košice in een Slowaaks symfonieorkest gevestigd in Košice.
Het orkest werd in 1968 opgericht onder de naam Tsjechoslowaaks Staats Philharmonisch Orkest Kosiše. Oprichter was onder meer dirigent Bystrik Rezucha. Latere chef-dirigenten waren Stanislav Macura en Ladislav Slovák. In 1985 werd de laatste opgevolgd door Richard Zimmer. Het orkest werd bekend in het westen toen het toenmalige platenlabel Marco Polo op zoek ging naar "goedkopere" orkesten om voornamelijk onbekend repertoire op te nemen en tegen een redelijke prijs uit te geven. Een traditie die later werd voortgezet door Naxos.
In 1993 werd de naam gewijzigd in Slowaaks Staats Philharmonisch Orkest Kosice, maar is later ingekort tot haar huidige naam.
De tenaamstelling van destijds werd gegeven voor het onderscheid met het andere orkest uit Tsjechoslowakije: Tsjechoslowaaks Staats Philharmonisch Orkest Bratislava. 